# 핏줄 (영화)
"핏줄"은 1979년 공개된 대한민국의 영화이다.

## 줄거리
피난시절 동고동락하던 강유진과 신성민, 그리고 숙이는 밀수 하역을 하던 중 경찰의 급습을 받는다. 유진의 배려로 탈출한 숙이와 성민은 각각 유진이 남긴 돈으로 자활원을 운영하고 부모를 찾아 법학 공부를 한다. 이후 밀수업의 거물이 된 유진을 잡기 위해 검사가 된 성민은 자진 파견을 나간다. 숙이를 통해 유진을 만난 성민은 진심으로 호소하고, 숙이의 자활원 생활에 자극받은 유진은 결국 밀수에서 손을 떼게 된다. 그러나 또 다시 대규모의 밀수가 계획되자 유진은 성민의 장래를 위해 정보를 제공하고, 자신은 분노한 부하들의 손에 숨을 거두게 된다.

## 배역
- 신성일
- 정윤희
- 조재성
- 이한조
- 조용수
- 최재호
- 최준
- 최봉
- 김기주
- 임해림
- 임성포
- 최성규
- 최성호
- 이해룡
- 김기범
- 김기종
- 정순용
- 최병철
- 김영인
- 박복남
- 윤일주
- 최문섭
- 김웅
- 조덕성
- 석인수
- 임예심
- 한명환
- 김용연
- 손창민
- 강수연
- 김혜인
- 김혜정
- 김진영
- 석승준
- 윤양준

## 스텝
- 제작: 박인재
- 기획: 최상균
- 각본: 윤삼육
- 촬영: 정일만
- 조명: 김강일
- 음악: 정민섭
- 편집: 현동춘
- 현상: 대동현상소
- 녹음: 이재웅
- 효과: 손효신
- 미술: 이봉선
- 제작부장: 임태본, 이병만
- 촬영보: 이성길, 이흥열
- 조명보: 김동호, 최재훈
- 감독보: 방요철, 주영식, 김종일
- 감독: 이혁수
- 제작·배급: 동아흥행(주)